# Tomás Garnet
Santo Tomás Garnet (Southwark, Inglaterra, 1575-Tyburn, Inglaterra, 1608) fue un religioso y mártir jesuita, considerado como uno de los Cuarenta mártires de Inglaterra y Gales, canonizado por la Iglesia católica en 1970.
Estudió en el colegio jesuita de San Omar en 1592. Cuando se dirigía al Seminario Teológico de Valladolid fue capturado por una nave inglesa. Llevado a Inglaterra se le quiso readaptar. Se escapó y llegó a Valladolid en 1596, donde completó los estudios teológicos.
Regresó a Inglaterra ya ordenado jesuita y trabajó cerca de 6 años cerca de Worwickshire. Su tío Henry Garnet fue superior de los jesuitas de Inglaterra.
Tomás fue arrestado a raíz de los disturbios que siguieron al Conspiración de la pólvora. Fue torturado buscando que implicase a su tío Henry en los hechos. Como no consiguieron nada con él, fue expulsado de Inglaterra con la prohibición de regresar. Como lo hizo, fue delatado, y a los seis meses de su regreso a Inglaterra fue ahorcado en Tyburn el 23 de junio de 1608. 
Fue beatificado en 1929 y canonizado en 1970 junto con otros 39 mártires de Inglaterra y Gales.
Fiesta: 25 de octubre
- Datos: Q2157314